# TIES
TIES（タイズ）は、大学連携を目的とした統合型eラーニングシステム。

## 概要
TIES（タイズ）は、大学における教育の内容を広く公開する目的で1997年に帝塚山大学が開発し、高等教育機関に原則無償で提供されている。「つながりと共有」を基本概念としており、様々なニーズを採り入れながら発展し、現在バージョン5であるTIES5が公開されている。現在国内外83大学に所属する1000人以上の大学教員、7万人以上の学生、3000人以上の一般・企業関係者が参加する日本最大のネット型高等教育コミュニティとなっており、1万以上の講義が登録されている。登録料は無料で、インターネット環境があればTIESの機能とコンテンツが利用できる。

## 名前の由来
TIES（タイズ）はTezukayama Internet Educational Service（帝塚山インターネット教育サービス）の頭字語である。また「TIES」には「つながり」とか「きずな」といった英語の意味があり、インターネット上で手を結ぼうという思いが込められている。

## 主な機能
- 国内外の大学の講義の提供
- ビデオ教材を含む講義用資料の提供・共有
- 時間割確認
- レポートの提出
- 大学内外の学生同士の交流の場の提供